# Vishal (Haarlem)

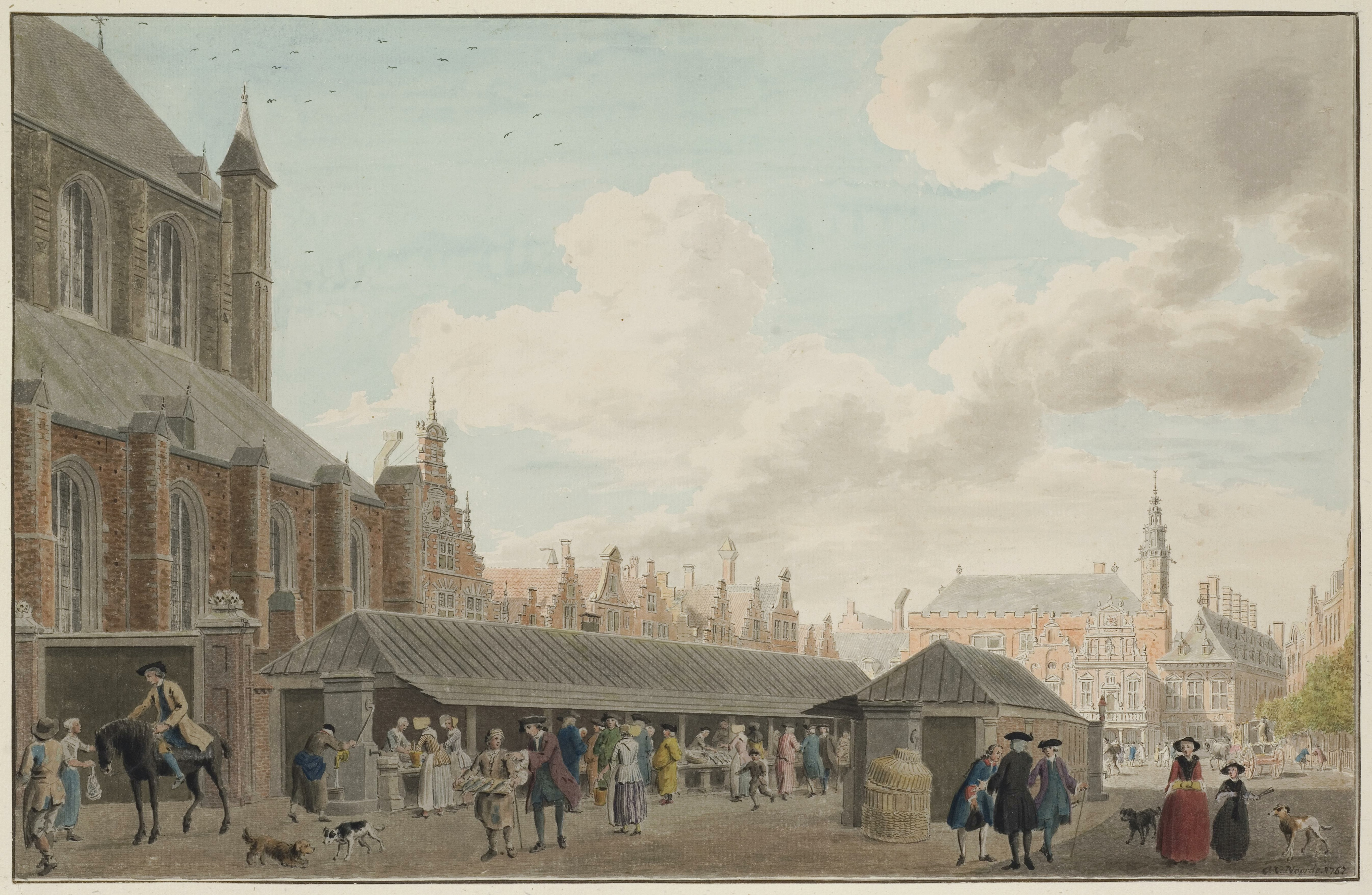
Vishal in 1767

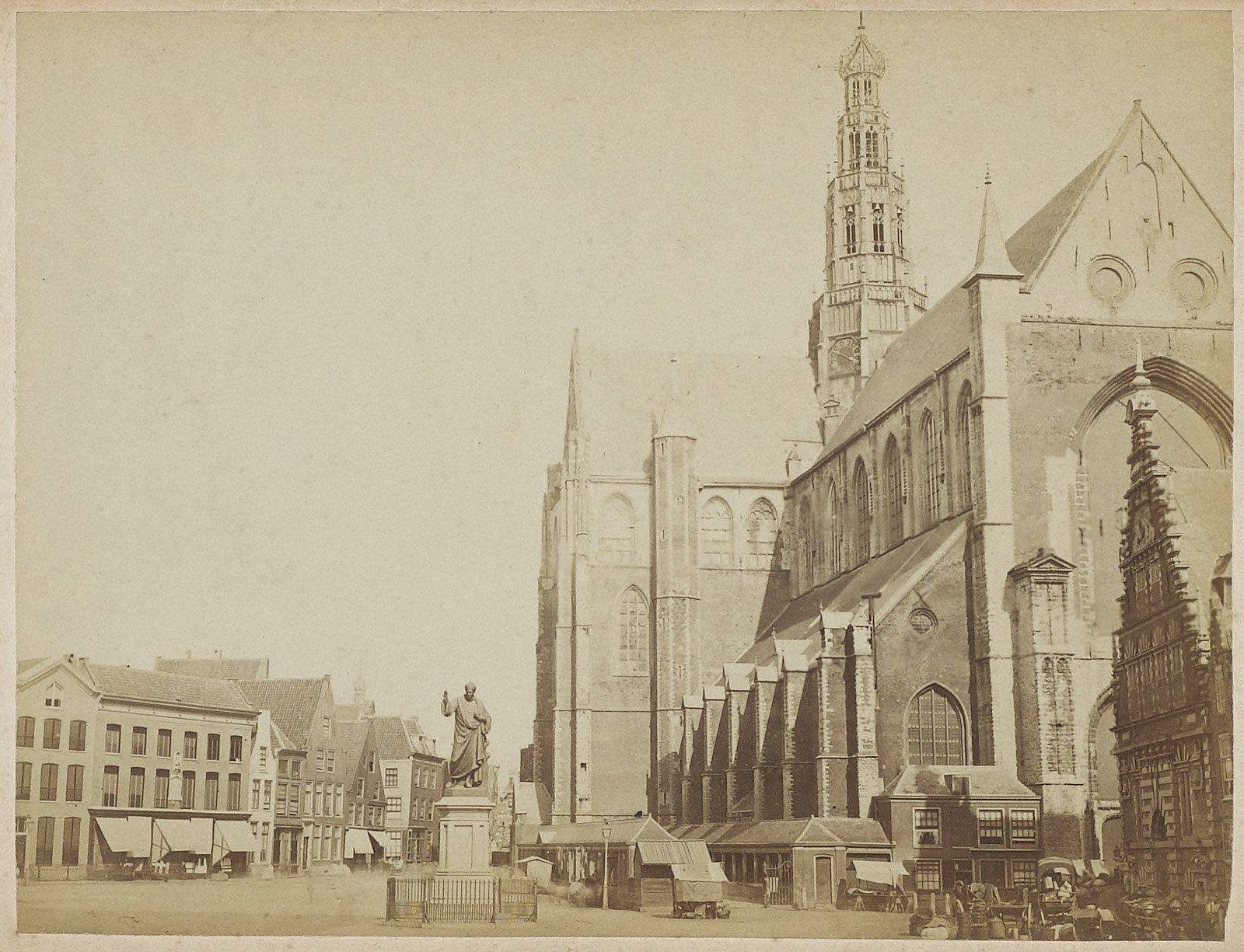
Vishal in 1870

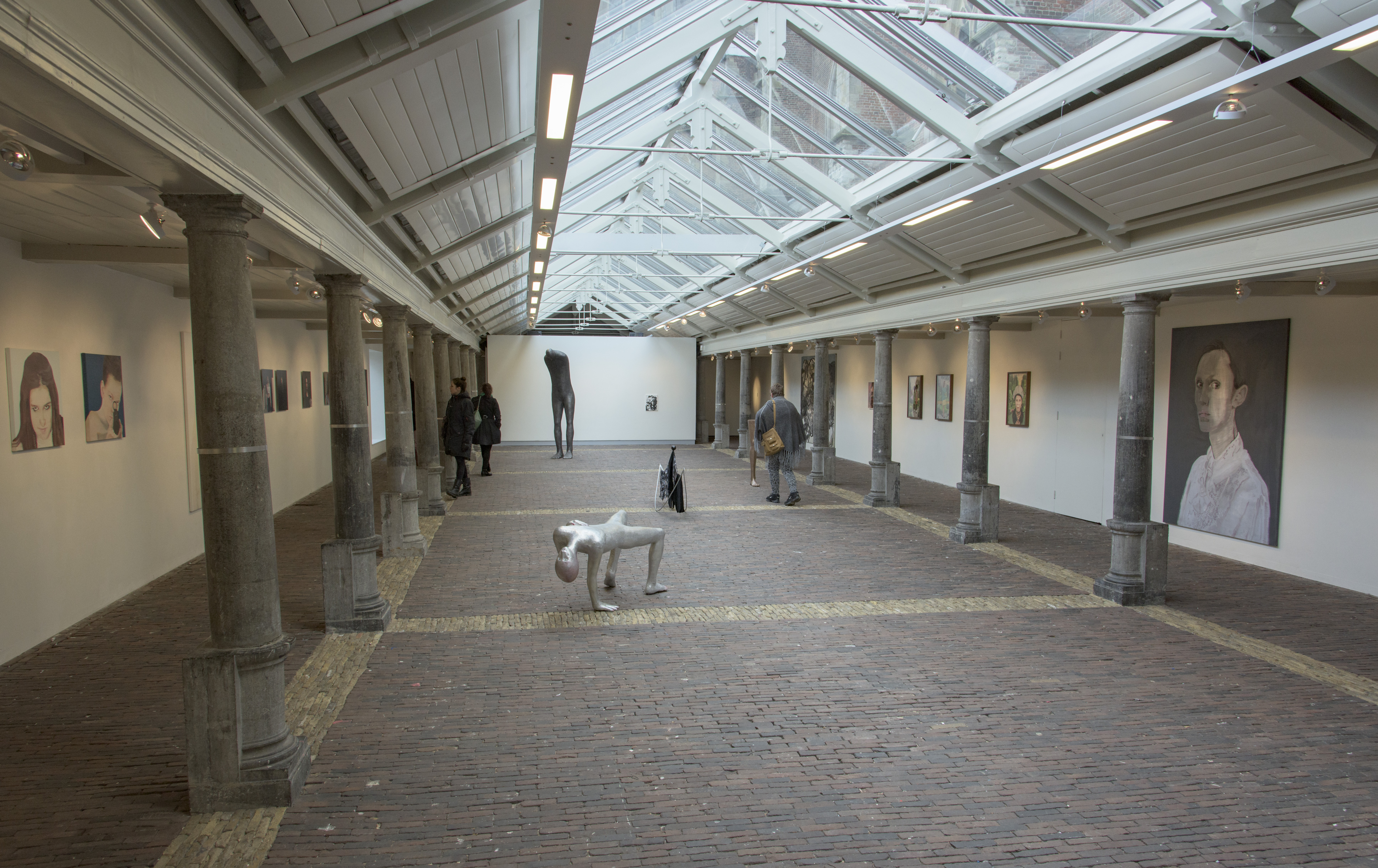
Vishal, Haarlem interieur.

De Vishal is een expositieruimte van de gelijknamige kunstenaarsvereniging aan de Grote Markt in Haarlem, direct naast de Grote of Sint-Bavokerk. Het gebouw doet dienst als een gratis toegankelijke expositieruimte voor wisselende tentoonstellingen van beeldende kunstenaars uit Haarlem en daarbuiten.

## Geschiedenis
De hal is in 1769 gebouwd als vismarkt ter vervanging van een eerdere vishal uit 1603, bestaande uit een langgerekte binnenplaats met aan drie zijden een overdekking. In 1898 werd de binnenplaats overdekt met een glazen dak. Tot aan de Tweede Wereldoorlog dienstgedaan voor de handel in vis.
Na de oorlog is de ruimte gewijzigd in een tentoonstellingsruimte voor het Frans Halsmuseum. In 1969 werd de vishal een rijksmonument. Sinds 1993 wordt het gebruikt door kunstenaarsvereniging De Vishal.